# Distretto di Anantnag
Il distretto di Anantnag è un distretto del Jammu e Kashmir, in India, di 1 170 013 abitanti. È situato nella divisione del Kashmir e il suo capoluogo è Anantnag.